# Stod (Fluss)
Der Stod oder Doda ist der etwa 79 km lange linke Quellfluss des Zanskar in Ladakh im nördlichen Indien. 

## Verlauf
Der Stod fließt durch Zanskar in der Region Ladakh. Der Fluss entsteht am Zusammenfluss zweier Quellbäche unterhalb des Pensi La. Der rechte Quellbach bildet den Abfluss des westlich gelegenen Drang-Drung-Gletschers.  Der Stod fließt durch das Padum-Tal in südöstlicher Richtung und vereinigt sich unweit der Ortschaft Padum mit dem vom Süden heranströmenden Lungnak zum Zanskar. Der Stod entwässert ein 2030 km² großes Areal.